# Tarzan & Jane (canção)
Tarzan & Jane é uma canção do grupo de bubblegum dance dinamarquês Toy Box do seu álbum de estreia "Fantastic". Foi lançado como principal single em 1998 na Alemanha e depois relançado em 1999 para coincidir com a estreia do "Tarzan" o filme da Disney. A música se tornou um dos dez melhores hits na Dinamarca, Holanda, Noruega e Suécia.

## Faixas e formatos
| CD 'Single na Alemanha |                                 |         |  |
| N.º                    | Título                          | Duração |  |
| 1.                     | "Tarzan & Jane " (Versão única) | 2:59    |  |
| 2.                     | "Tarzan & Jane" (Versão Maxi)   | 4:07    |  |
| Duração total:         | Duração total:                  | 7:06    |  |

| CD Maxi-Single do Reino Unido e Europa |                                |         |  |
| N.º                                    | Título                         | Duração |  |
| 1.                                     | "Tarzan & Jane" (Versão única) | 2:59    |  |
| 2.                                     | "Tarzan & Jane" (Versão Maxi)  | 4:07    |  |
| 3.                                     | "Tarzan & Jane" (Versão Club)  | 4:10    |  |
| Duração total:                         | Duração total:                 | 11:06   |  |

| Maxi-Single de CD dos EUA |                                 |         |  |
| N.º                       | Título                          | Duração |  |
| 1.                        | "Tarzan & Jane " (Versão única) | 2:59    |  |
| 2.                        | "Tarzan & Jane " (Versão Maxi)  | 4:07    |  |
| 3.                        | "Tarzan & Jane " (Versão Club)  | 4:10    |  |
| Duração total:            | Duração total:                  | 11:06   |  |

## Desempenho nas tabelas musicais

### Posições
| Tabela musical (1999)                     | Melhor posição |
| ----------------------------------------- | -------------- |
| Austrália - (ARIA)                        | 41             |
| Áustria - (Ö3 Áustria Top 40)             | 28             |
| Bélgica - (Ultratop 50 Flandres)          | 2              |
| Bélgica - (Ultratop 50 Valônia)           | 4              |
| Dinamarca - (Tracklisten)                 | 2              |
| Europa (Eurochart Hot 100)                | 15             |
| Alemanha - (Chart's Oficiais da Alemanha) | 37             |
| Países Baixos - (Top 40 da Holanda)       | 2              |
| Países Baixos (Single Top 100)            | 2              |
| Noruega - (VG-list)                       | 3              |
| Suécia - (Sverigetopplistan)              | 8              |

## Ligações Externas
- Videoclipe oficial no YouTube